# Pieter Post

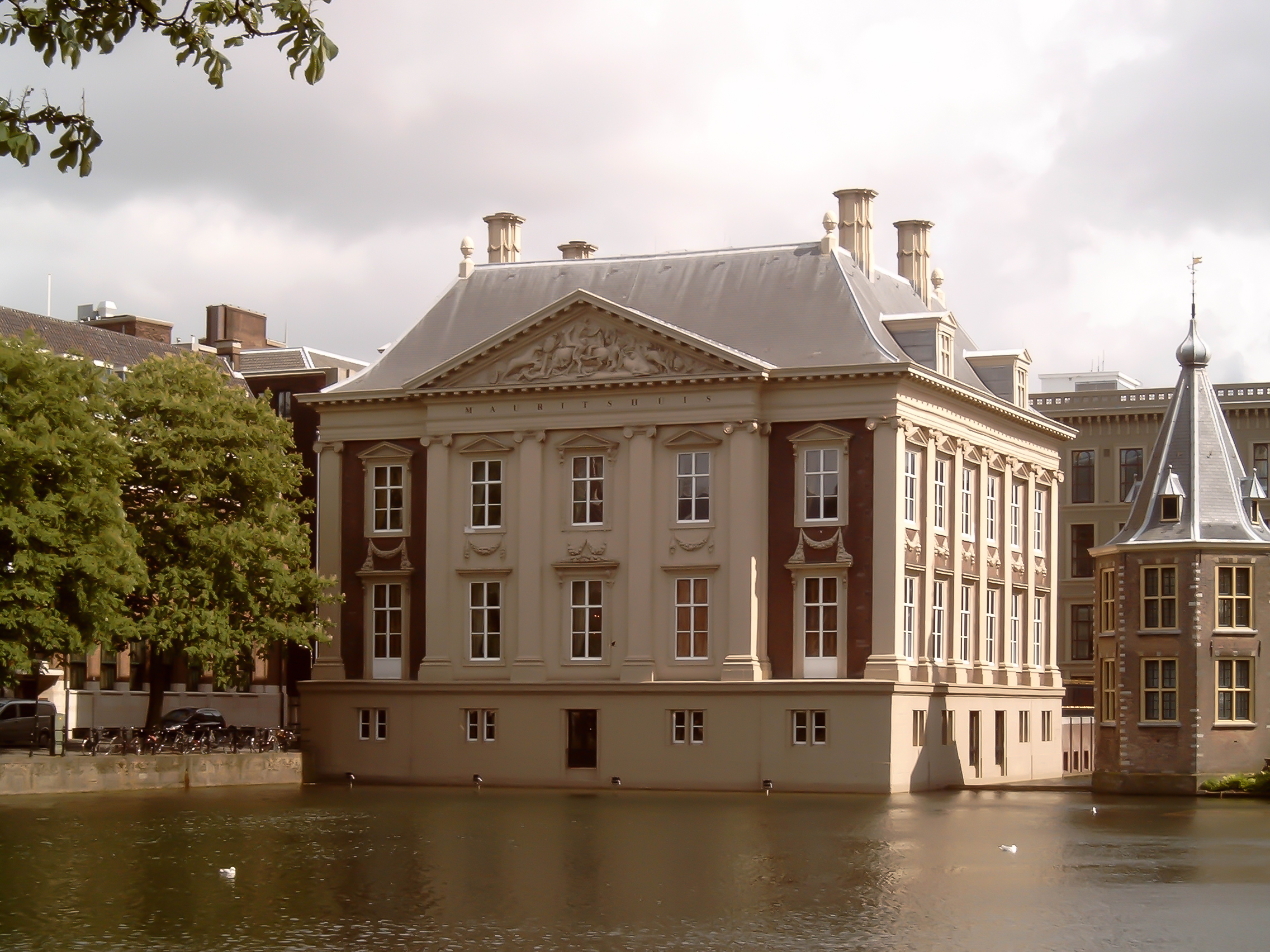
Mauritshuis

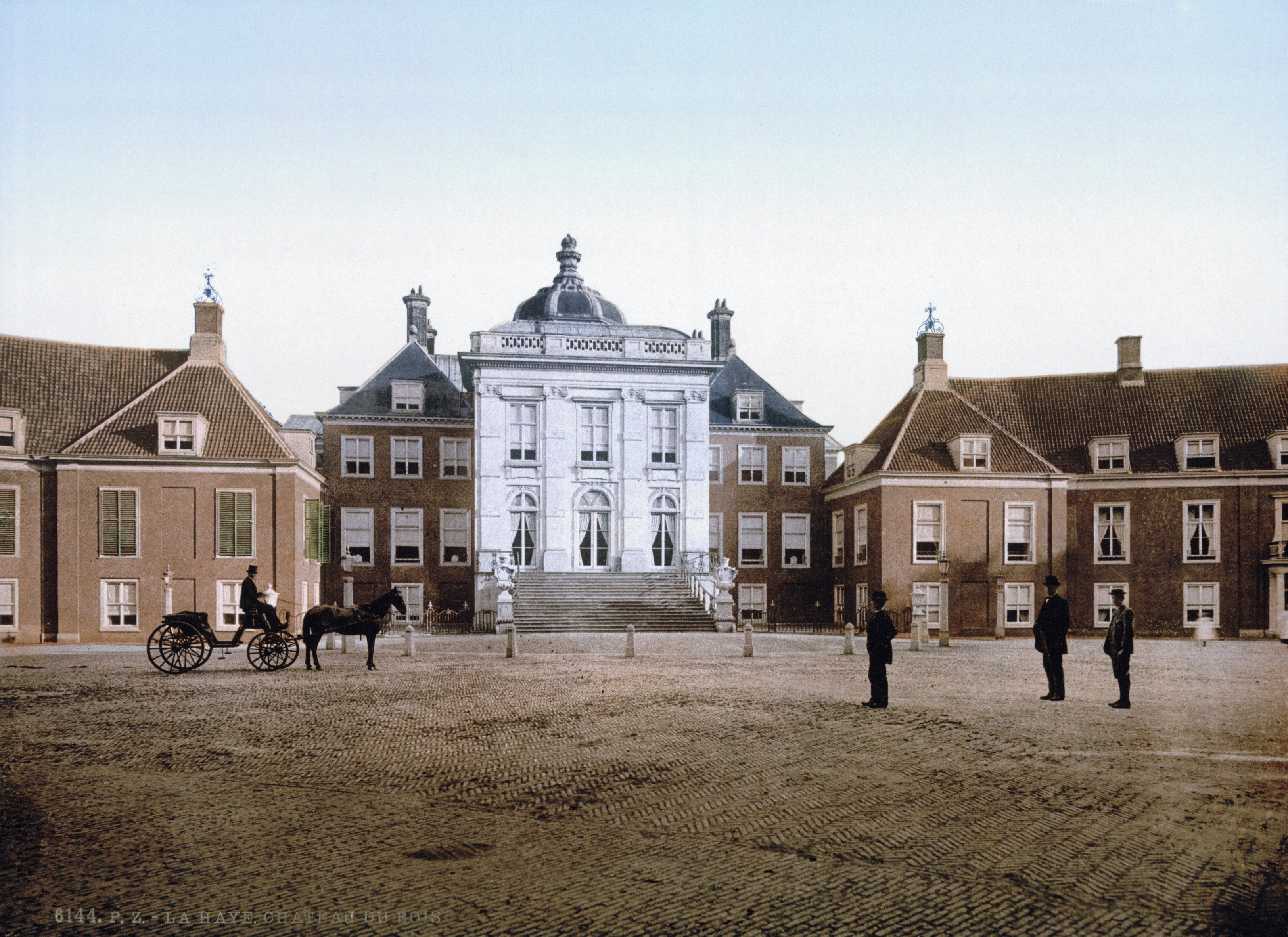
Huis ten Bosch

Pieter Post (ochrzczony 1 maja 1608 w Haarlemie, pochowany 8 maja w 1669 w Hadze) – holenderski architekt, malarz i grafik. Obok Jacoba van Campena uważany za jednego z najwybitniejszych architektów barokowych w Holandii. Jego najbardziej znanymi budowlami są Huis ten Bosch w Hadze (1645) i klasycystyczny gmach pałacu księcia Jana Mauritiusa, w którym mieści się obecnie muzeum Mauritshuis (przy współpracy z van Campenem). Projektował też budynki wag miejskich w Goudzie (1668) i Lejdzie (1657–1658), ratusz w Maastricht (1659–1664), brał udział w budowie kościoła Nieuve Kerk w Haarlemie.
Post urodził się w rodzinie Jana Janszoona Posta, cenionego malarza szkła. Jego młodszym bratem był Frans Post, malarz pejzażysta, który jako pierwszy Europejczyk malował krajobrazy Ameryki Południowej. Natomiast wnuczka Rachel Ruysch była znaną malarką martwych natur, których tematem przewodnim były kwiaty. Sam Pieter Post także okazjonalnie malował, m.in. pejzaże i architekturę.